# Окороково (Тульская область)
Окороково — деревня в Одоевском районе Тульской области России.
В рамках административно-территориального устройства является центром Окороковской сельской администрации Одоевского района, в рамках организации местного самоуправления включается в сельское поселение Северо-Одоевское.

## География
Расположена в 12 км к северу от райцентра, посёлка городского типа Одоев, и в 64 км к юго-западу к областного центра, г. Тулы.
Реки
Протекают реки Сырая Ватца и Ватца.
Уличная сеть
- Колхозная улица
- Молодежная улица
- Школьная улица

## Население
| 2002 | 2010 |
| ---- | ---- |
| 227  | ↘185 |

## История
Обелиск в память о погибших в Великую Отечественную войну односельчанах

## Известные жители
Родился Григорий Сергеевич Антонов (1900—1974) — советский военный. Участник польского похода Красной Армии и Великой Отечественной войны. Герой Советского Союза (1944). Гвардии полковник.